# José Manuel Pérez Tornero
José Manuel Pérez Tornero (Almería, 1954) es un periodista y catedrático español. Fue presidente de la Corporación de Radio y Televisión Española desde marzo de 2021 hasta septiembre de 2022, cuando presentó su dimisión.

## Biografía
Nacido en Almería en 1954, se licenció en Ciencias de la Comunicación —con premio extraordinario de licenciatura— en la Universidad Autónoma de Barcelona, donde también obtuvo el doctorado. Asimismo, se licencia en Filología Hispánica por la misma universidad y es doctor honoris causa por la Universidad de Aix-Marsella. Por último, también ha obtenido becas para el Centro Transdisciplinario de Sociología, Antropología y Semiótica y en la École Pratique des Hautes Études.
Ha trabajado numerosos años en la televisión pública española, RTVE, donde se ha dedicado sobre todo al ámbito de la televisión educativa, dirigiendo programas y series documentales y de ficción, así como programas especiales. Fue uno de los creadores del programa La aventura del saber, que se emite desde 1992.
También se ha dedicado a la docencia en la Universidad Autónoma de Barcelona, donde dirige la cátedra Unesco Media and Information Literacy y Quality Journalisim y la cátedra RTVE-UAB. Asimismo, es miembro del Observatorio la para Innovación de Informativos en la sociedad de la información.
El 25 de febrero de 2021 el Congreso de los Diputados le nombró, tras pacto alcanzado por el PP y el PSOE,  miembro del consejo de administración de RTVE por 249 votos a favor. El 25 de marzo de 2021 la cámara baja le nombró Presidente de la Corporación por 247 votos a favor.
Durante su mandato logró que RTVE volviese a tener representación en el consejo ejecutivo de la Unión Europea de Radiodifusión, impulsó el servicio digital RTVE Play, y consiguió que el ente público volviese al canal cultural europeo Arte. No obstante, no pudo remediar la caída de audiencia en los canales de la corporación.
Después de dieciocho meses en el cargo, el 26 de septiembre de 2022 anunció su intención de dimitir, alegando la pérdida de apoyo por una parte del consejo de administración. Presentó su dimisión al día siguiente ante el Consejo de Administración de la Corporación, que nombró en su lugar, de forma interina, a la periodista Elena Sánchez Caballero.